# 이브람 X. 켄디
이브람 X. 켄디(영어: Ibram X. Kendi, 1982년 8월 13일 ~), 본명 이브람 헨리 로저스(영어: Ibram Henry Rogers)는 미국의 작가, 교수, 반인종주의 활동가, 미국의 인종 문제 및 차별 정책을 다루는 역사가이다. 《Stamped from the Beginning》(2016), 《안티레이시즘》(How to be an Antiracist, 2019), 《Antiracist Baby》(2020) 등의 책을 저술했다. 켄디는 2020년 《타임》지가 꼽은 세계에서 가장 영향력 있는 100인 중 하나로 선정되었다.
2020년 7월 켄디는 보스턴 대학교의 반인종주의 연구소를 설립하였고 현재 소장의 지위를 맡고 있다. 2023년에는 켄디가 연구소의 재정을 부실하게 관리했다는 의혹으로 내사가 시작되었다. 조사 결과 켄디는 재정 관리 부실의 혐의를 벗었지만, 연구소장으로서 그의 리더십과 업무 문화에 대한 감사는 아직 진행 중이다.

## 생애
켄디는 뉴욕 퀸스의 자메이카 지역에서 중산층 가정의 아들로 태어났다. 어머니 캐롤 로저스(Carol Rogers)는 이전에 보건 기관의 비즈니스 애널리스트로 일했었고, 아버지 래리 로저스(Larry Rogers)는 세무사였다. 현재 켄디의 부모는 모두 은퇴하여 감리교 목사로 일하고 있다. 형제로는 형 아킬 로저스(Akil Rogers)가 있다.
3학년부터 8학년 때까지 켄디는 퀸스 지역의 기독교 계열 사립학교들을 다녔다. 1997년 켄디는 존 본 고등학교에서 한 학년을 수료한 뒤에 15살의 나이로 가족들과 함께 버지니아주 머내서스로 이사했다. 이후 켄디는 3년간 스톤월 잭슨 고등학교를 다니고 2000년에 졸업했다.
2005년 켄디는 플로리다 A&M 대학교를 졸업하였다. 전공은 미국 흑인학 및 잡지 제작이었다. 대학 재학 중에 그는 학교 신문 《파무안》에 주간 기고글을 썼고 지역 신문 《탤러해시 디모크랫》에서 인턴을 했다. 켄디가 《파무안》에 기고하던 칼럼은 그가 HIV/에이즈는 백인종의 "멸종"을 막기 위해 유럽인들이 발명한 것이라는 내용의 글을 쓴 이후 《탤러해시 디모크랫》의 요청에 따라 중단되었다. 켄디는 템플 대학교에 진학하여 아마 마자마(Ama Mazama)의 지도를 받아 2007년에는 미국 흑인학 석사학위를, 2010년에는 박사학위를 취득하였다.
2013년 그는 소아응급의학 전문의 사디카 에드먼즈(Sadiqa Edmonds)와 결혼식을 올렸다. 결혼식 말미에 두 사람은 자신들의 새로운 성 "켄디"를 기념하는 의식을 치렀다. "켄디"는 메루어로 "사랑받는 자"라는 뜻이다. 켄디는 자신의 가운데 이름을 "헨리"에서 "올라니"(Xolani)로 바꾸었는데, 이는 코사어와 줄루어에서 "평화"를 뜻하는 말이다.
2018년, 켄디는 간으로 전이된 4기 대장암을 진단받았다. 6개월간의 화학 요법과 수술을 받은 뒤 켄디는 같은 해 여름에 완치되었다.
켄디는 적어도 2015년부터 비건주의를 실천하고 있다.

## 활동

### 교육
2009년부터 2012년까지 켄디는 오네온타 대학교 역사학부의 아프리카·라티노학과에서 조교수로 있었다. 2012년부터 2015년까지는 올버니 대학교의 아프리카학과 및 역사학교에서 조교수로 있었다. 2013년부터 2014년까지는 브라운 대학교의 아프리카학과에 방문교수로 있으면서 2014년 가을학기에는 강의를 진행했다.
2015년부터 2017년까지 켄디는 플로리다 대학교 역사학과 및 미국 흑인학 프로그램의 조교수였다.
2017년에 켄디는 아메리칸 대학교의 역사학 및 국제관계학 교수가 되었다. 2017년 9월에 그는 아메리칸 대학교의 반인종주의 연구 및 정책 센터를 설립하고 그 전무이사가 되었다. 2020년 6월에 켄디가 보스턴 대학교의 역사학 교수로 부임할 것이 공개되었다. 보스턴 대학교의 교수직 제안을 수락하면서, 켄디는 아메리칸 대학교의 반인종주의 연구 및 정책 센터에서 사임하고 보스턴 대학교의 반인종주의 연구소의 창립이사가 되는 데 동의하였다. 보스턴 대학교에 고용되면서 켄디는 앤드루 W. 멜론 인문학 교수직을 수여받았는데, 그 이전에 같은 교수직을 수여받은 사람은 엘리 비젤뿐이었다.
2020-2021학년도에 켄디는 하버드 대학교의 래드클리프 연구소에서 프랜시스 B. 캐신 펠로로 활동했다.